# Marma–Sandarne Järnväg
Marma-Sandarne Järnväg, MaSJ, också kallad Askestabanan var en normalspårig 1435 mm järnväg mellan Askesta vid sjön Marmen och Sandarne vid Söderhamnsfjärden i Gävleborgs län.

## Historia
Järnvägen byggdes som en del av en industrietablering av James Dickson & Co ett bolag med engelsk anknytning. De ville sälja sågade trävaror till England genom att köpa timmer och flotta det i Ljusnan till ångsågen som etablerades i Askesta. Järnvägen var transportlänken till hamnen i Sandarne. Bolaget fick koncession för järnvägen den 19 september 1854 och den kunde börja användas hösten 1857 men det officiella öppnandet var den 5 augusti 1858. Kostnaden för banan uppgick till 784 000 kr. I början på 1900-talet var huvudspåret 8,9 km och stickspåren nästan lika långa 6,7 km. Efter 65 år utan anslutning till resten av järnvägsnätet i Sverige kom Ostkustbanan (OKB) till Sandarne 1923 och en viadukt byggdes för MaSJ. En linjeomläggning byggdes i en sväng till söder för att ge plats åt landningsbanor vid Hälsinge flygflottilj (F 15) under andra världskriget. När jetplanen togs i bruk behövde landningsbanorna förlängas men det fanns inte plats söder ut utan spåren fick korsa landningsbanorna med företrädsrätt för tågtrafiken.
Godstrafiken var det viktigaste för banan, 1912 fanns det 3 ånglok, 4 personvagnar och 138 godsvagnar. Ångloken var i drift till början på 60-talet då de ersattes av diesellok. I tågen fanns det speciella bromsvagnar eftersom alla vagnar var obromsade. 
Persontrafik upphörde redan 1924 eftersom koncessionen gick ut och koncessionen för allmän godstrafik gick ut 1933 men det påverkade inte bolagets interna godstrafik som fortsatte. Järnvägen var byggd för virkestransport och när flottningen på Ljusnan upphörde 1970 var behovet av järnvägen borta. Trafiken mellan Östanbo och Askesta upphörde officiellt den 7 oktober 1970 på 8 km av 10 km som var banans längd efter ombyggnaden för F15. Trafiken mellan Östanbo och OKB upphörde i december 1975. Spåren mellan Östanbo och Askesta revs upp 1980-81. Viadukten över OKB ligger kvar och används som anslutning mellan Sandarne och industrispåret i OKB:s tidigare sträckning mellan Ljusne och Söderhamn. Den nya sträckningen för OKB korsar MaSJs banvall väster om flygfältet.